# Otto Devrient
Otto Eduard Devrient, född den 3 oktober 1838 i Berlin, död den 23 juni 1894 i Stettin, var en tysk skådespelare, teaterledare och författare. Han var son till Eduard Devrient samt far till Hans och Ernst Devrient.
Devrient var filosofie doktor och fick sin teaterutbildning vid hovteatern i Karlsruhe. Han var därefter 1873–1876 anställd vid hovteatern i Weimar och 1876–1877 vid hovteatern i Mannheim, i båda fallen även som regissör. Åren 1877–1879 ledde han statsteatern i Frankfurt am Main, 1884–1889 hovteatern i Oldenburg och 1889-1890 den kungliga talscenen i Berlin. 
Devrient skrev de med stor framgång uppförda festspelen Gustav Adolf och Luther, sorgespelet Tiberius Gracchus med mera och väckte uppmärksamhet med sitt framförande av Goethes Faust som mysteriespel. Han var även en kritikerrosad karaktärsskådespelare, bland annat som en originell Mefistofeles.